# Rumi (rappeuse)
Pour les articles homonymes, voir Rumi.
 (mars 2018).
Rumi (toujours écrit en majuscules) est une rappeuse japonaise née en 1978.

## Discographie

### Albums
- Hell Me Tight (2004)
- Hell Me Why?? (2007)
- Hell Me Nation (2009)
- Amai Mamono (甘い魔者?) (2015)

### Singles & EP
- Sanagi (蛹 (サナギ)?), par Asa & Rumi (12") (2000)
- ? (極楽都市 / 好物?) (12") (2005)
- Fever! / Zero (12") (2007)
- Cat Fight!! / Heso-Cha (12") (2007)
- Hell Me Nation EP (12", EP) (2009)
- Suck’n’chill (La Nina) (12") (2012)
- Necessary (par Rumi) / Time For Entertaining (par Daddy Colonel) (7") (2015)